# Francis Gilles
Pour les articles homonymes, voir Gilles.
Francis Gilles, né le 6 septembre 1953 à Malo-les-Bains et mort le 7 janvier 2017 dans le 13e arrondissement de Paris,, est un juriste français, ancien directeur des services à la présidence et aux élus à la Chambre de commerce et d'industrie de France.

## Carrière
Fils de parents instituteurs, Francis Gilles est titulaire d’une maitrise en droit public et d’un diplôme d'études approfondies en droit communautaire de l’université de Rennes. 
Après huit années d’enseignement en tant que maître auxiliaire en économie, droit social et droit public économique, il est détaché de l’université de Rennes pendant 2 ans en tant qu’expert au service juridique de la Commission européenne, gestionnaire de la base de données CELEX. 
En 1985, il est nommé chargé de mission au Groupe national de contrôle de la formation professionnelle (GNC) où il coordonne notamment la formation continue des agents des groupes régionaux de contrôle. En 1987, il intègre l’Assemblée permanente des chambres de commerce et d’industrie en tant que délégué à la formation continue, puis comme directeur adjoint de la politique de formation couvrant l'École consulaire, l'apprentissage, la formation continue et professionnelle des CCI. C’est à ce titre qu’il est nommé par le gouvernement français, représentant de la France à la Commission européenne, dans le cadre du programme européen Lingua pour le développement des langues étrangères dans le monde économique (1989-1994).
De 1995 à 1999, Francis Gilles crée et dirige la mission emploi de l’Assemblée des chambres françaises de commerce et d’industrie (ACFCI) et assure le lancement du réseau d’appui à la création, à la reprise et au développement de l’esprit d’entreprise « Entreprendre en France ».
En juin 1999, lui est confiée la direction de l’Académie consulaire, cellule de réflexion prospective et de formation pour les présidents et directeurs généraux des chambres de commerce et d’industrie de France. Il dirige et développe notamment l’université d’été des CCI, manifestation annuelle de rayonnement national et européen de plus de 500 chefs d’entreprises du commerce, de l’industrie et des services, dont l’objet est d’appréhender les évolutions du monde pour éclairer l’action des entrepreneurs au service de l’intérêt général. Ainsi, pendant 15 ans, de 1999 à 2014, il réunit dans la plupart des régions françaises les plus grandes personnalités intellectuelles et les acteurs majeurs de l’économie sur des thèmes sociétaux essentiels : 
- 1999 : Biarritz « Démographie d’aujourd’hui, société de demain »
- 2000 : Reims « Demain la société du savoir ! Les CCI demain ? »
- 2001 : Annecy « L’homme et l’entreprise, à la découverte des nouveaux territoires »
- 2002 : Rennes « Entrepreneurs et développement territorial - Quelle organisation, quelle place pour les CCI ? »
- 2003 : Ajaccio « Nouvelle Europe : le temps des solidarités ou des concurrences effrénées ? »
- 2004 : Juan-les-Pins « Comment réconcilier les Français et l’entreprise ? »
- 2005 : La Baule-Escoublac « Mondialisation, la France à la croisée des chemins »
- 2006 : Vichy « Monde fini ou nouvelles frontières… Quel futur pour l’aventure humaine ? »
- 2007 : Toulouse « Vivre, c’est entreprendre !»
- 2008 : Strasbourg « Europe - L’avenir nous appartient »
- 2009 : Marseille « Le choc du futur »
- 2010 : Lille « Et l’homme dans tout ça ? »
- 2011 : Poitiers « La transmission du savoir - Avons-nous encore besoin du passé pour construire l’avenir ? »
- 2012 : Versailles « 19/29, les défis d’une génération »
- 2013 : Bordeaux « Envie d’industrie »
- 2014 : Deauville « Mer, terre d’innovation » (université annulée au dernier moment pour des raisons politiques)
- 2015 : Lyon « L’entrepreneur des futurs »

Durant ces quinze années, parmi les 400 personnalités invitées et au-delà des nombreux représentants politiques, certaines ont particulièrement marqué les esprits, telles Clara Gaymard, Emmanuel Todd, Yves Coppens, Luc Ferry, Irina Bokova, Axel Kahn, Frédéric Lenoir, André Azoulay, Vaira Vike-Freiberga, Hubert Védrine, André Langaney, Marion Guillou, Étienne Klein, Alexandre Adler, Ted Stanger, Érik Izraelewicz, Jean-Hervé Lorenzi, Mercedes Erra, Louis Schweitzer, Michel Albert ou Jacques Marseille.
En mars 2003, il devient directeur du développement et de la formation, direction nouvellement créée qui regroupe trois entités : 
- l’Académie consulaire, chargée des formations des élus des chambres de commerce sur les évolutions institutionnelles, de l'organisation de séminaires de réflexion stratégique, et de rencontres prospectives telle l'université d'été des CCI ;
- le Centre de formation consulaire (CFC) chargé de la formation des collaborateurs du réseau aux changements institutionnels ;
- le Centre de formation et de documentation sur l’environnement industriel (CFDE) chargé de la formation des inspecteurs des installations classées et des experts des grandes entreprises industrielles.

À partir de juin 2012, Francis Gilles dirige les services à la présidence et aux élus à la Chambre de commerce et d'industrie de France. Il est chargé du pilotage des évènements nationaux qui rassemblent les élus chefs d’entreprise lors des universités des CCI, la représentation des chambres de commerce et d'industrie de France à l’université d’été du Medef ou de Planète PME, mais aussi l’organisation et la sécurisation des instances de CCI France et tout particulièrement de ses assemblées générales.
Il représente CCI France à l’association des anciens présidents de CCI et est chargé de promouvoir la parité aux élections consulaires de fin 2015.

## Décès
En janvier 2017, Francis Gilles meurt des suites d'un cancer à l'âge de 63 ans. Ses cendres reposent au columbarium du cimetière de Précy-sur-Oise.

## Publication
- Assemblée des chambres françaises de commerce et d'industrie, Ouverture des formations et certification dans les Chambres de commerce et d'industrie : guide pratique. Francis Gilles (direction), avec la contribution de Quaternaire éducation, ACFCI, 1995  (ISBN 978-2857233558)

## Diplômes
- Licence en droit (Université Lille-II)
- Maitrise en droit public (Université de Rennes-I)
- Diplôme d'études approfondies en droit communautaire (Université de Rennes-I)